# Argenteuil (district électoral du Canada-Uni)
Pour les articles homonymes, voir Argenteuil.
Circonscription électorale provinciale du Canada
Argenteuil est un district électoral de l'Assemblée législative de la province du Canada.

## Liste des députés
| Années | Années      | Député                   | Affiliation |
| ------ | ----------- | ------------------------ | ----------- |
|        | 1854 - 1858 | Sydney Robert Bellingham | Réformiste  |
|        | 1858 - 1860 | Sydney Robert Bellingham | Réformiste  |
|        | 1860 - 1861 | John Abbott              | Libéral     |
|        | 1861 - 1863 | John Abbott              | Libéral     |
|        | 1863 - 1867 | John Abbott              | Libéral     |